# Instabilité gravitaire
Pour les articles homonymes, voir Instabilité.

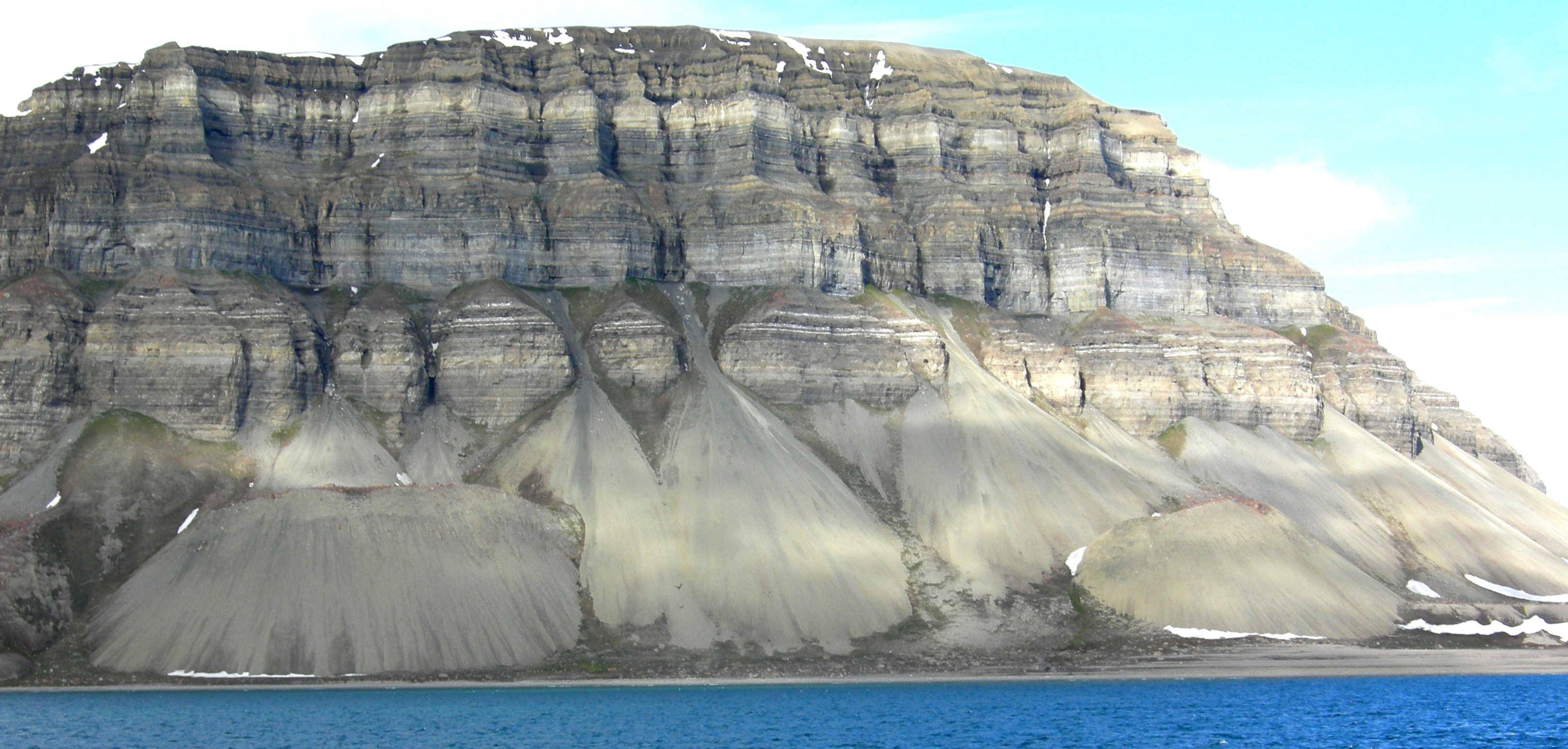
Cônes d'éboulis sur la rive nord de Isfjorden en Norvège.

L’instabilité gravitaire est également connue sous le nom de processus de pente, ou mouvement de masse rocheuse. Ce processus géomorphologique implique des mouvements de roches (sol, substrat, régolithe...) le long de l'inclinaison d'une surface topographique sous l'effet de la gravité. Derrière ce nom, se cachent différents processus comme la solifluxion, les glissements de terrain, les laves torrentielles, les avalanches, les effondrements... Les dimensions de ce type de processus peuvent varier de plusieurs ordres de grandeur et peuvent se mettre en place sur Terre mais également sur Mars, Vénus, Titan, etc.
Lorsque la force de gravité excède les forces de résistance des matériaux, une rupture dans le sol va alors provoquer cette instabilité gravitaire. La stabilité de la pente est ainsi contrôlée par la cohésion, la friction interne et l'état de contrainte. La pente la plus forte que le matériau sans cohésion puisse supporter sans perdre sa stabilité est nommée angle de repos. Si la pente topographique est plus faible que cet angle de repos, la résistance au cisaillement contrebalance alors la force de gravité agissant sur la masse. Les facteurs pouvant impliquer ces mouvements de masse sont le changement de l'angle de pente (érosion, tectonique, séismes...), l'affaiblissement des matériaux par érosion, l'augmentation de la teneur en eau qui peut alors augmenter la pression de pore, les changements de la couverture végétale et la surcharge (dans le cas de constructions par exemple).